# Mathogo
«Матого» (исп. Mathogo) — аргентинская противотанковая ракета. Предназначена для уничтожения бронетехники и защищённых объектов.

## История
ПТУР была разработана фирмой CITEFA в начале 1970-х годов. На вооружение принята в 1978 году. Работы по модернизации были начаты в 1989 году. Ракету планировали оснастить телевизионной системой наведения.

## Конструкция
Конструктивно, ракета Матого похожа на ракету Bofors Bantam Rb53. Управление ракетой осуществляется по проводам. Оператор отслеживает ракету по трассёрам, установленным в хвостовой части.

## Тактико-технические характеристики
- Вертолёт-носитель: A109
- Дальность стрельбы: 3000 м
- Длина ракеты: 1 м
- Диаметр ракеты: 102 мм
- Размах: 0,47 м
- Стартовая масса: 11,3 кг
- Масса БЧ: 2,8 кг